# Live 1974/2000
Live1974/2000 è un doppio CD degli Arti e Mestieri, pubblicato dalla Electromantic Music Records nel 2003. 

## Tracce
CD 1 (1999-2000)
1. Seta rossa – 0:40 (Marco Cimino, Gigi Venegoni)
2. Mirafiori – 5:51 (Gigi Venegoni, Beppe Crovella, Arturo Vitale)
3. Arc en ciel – 3:39 (Gigi Venegoni)
4. Positivo/Negativo – 3:31 (Gigi Venegoni)
5. No Fly Zone – 4:33 (Gigi Venegoni)
6. Nove lune prima/Zoetrope/Bonaventura Moon – 5:07 (Gigi Venegoni/Gigi Venegoni, Marco Cimino/ Gigi Venegoni, Marco Cimino, Marino Paire)
7. 2000 – 7:53 (Beppe Crovella)
8. Estratto d'alba – 1:58 (Beppe Crovella)
9. Valzer per domani – 4:22 (Gigi Venegoni, Beppe Crovella, Arturo Vitale)
10. Dimensione terra – 3:13 (Gigi Venegoni, Beppe Crovella, Arturo Vitale)
11. Nuova dimensione – 3:32 (Beppe Crovella)
12. Gerico – 1:16 (Furio Chirico, Marco Gallesi)
13. Ali – 1:45 (Marco Gallesi)
14. Terra incognita – 5:25 (Marco Cimino)
15. In cammino – 5:13 (Gigi Venegoni)
16. Singin' Drums – 2:51 (Furio Chirico)
17. Vigevano – 3:41 (Furio Chirico, Marco Cimino, Beppe Crovella, Marco Gallesi, Gigi Venegoni)
18. Gravità 9.81 – 6:25 (Gigi Venegoni)

CD 2 (1974)
1. Articolazioni – 13:41 (Gigi Venegoni)
2. Gravità 9.81 – 5:10 (Gigi Venegoni)
3. Young Man's Tale – 3:45 (Gigi Venegoni)
4. Corrosione – 1:28 (Gigi Venegoni)
5. Positivo/Negativo – 3:14 (Furio Chirico, Gigi Venegoni, Beppe Crovella)
6. Comin' Here to Get You – 6:30 (Giovanni Vigliar)
7. In cammino – 4:55 (Gigi Venegoni)
8. Strips – 2:48 (Beppe Crovella, Furio Chirico, Gigi Venegoni)
9. Gravità 9.81 – 7:28 (Gigi Venegoni)
10. Ode – 0:33 (Beppe Crovella)

## Musicisti
CD 1
- Gigi Venegoni - chitarra acustica, chitarra elettrica
- Beppe Crovella - pianoforte, organo hammond, sintetizzatore minimoog (solo)
- Marco Cimino - sintetizzatori poliphonic
- Corrado Trabuio - violino elettrico, violino acustico
- Marco Gallesi - basso
- Furio Chirico - batteria, percussioni

CD 2
- Gigi Venegoni - chitarra acustica, chitarra elettrica
- Gigi Venegoni - sintetizzatore art2006 (brano: Tilt)
- Beppe Crovella - organo welson, pianoforte wurlitzer, farfisa compact duo mellotronizzato, sintetizzatore art2006
- Giovanni Vigliar - violino, voce, percussioni
- Arturo Vitale - sassofoni (soprano e baritono), vibrafono, clarinetto
- Marco Gallesi - basso
- Furio Chirico - batteria, percussioni[4][5]